# Blick
Blick (Поглед) су дневне новине у швајцарском немачком језику и веб страница са вестима на мрежи која покрива актуелне догађаје, забаву, спорт и начин живота. Са седиштем у Цириху, највеће су новине у Швајцарској са тиражом од око 285.000 примерака. Новине су штампане у континуитету од свог оснивања 1959. 